# 5533 Bagrov
5533 Bagrov este un asteroid din centura principală de asteroizi.

## Descriere
5533 Bagrov este un asteroid din centura principală de asteroizi. A fost descoperit pe 21 septembrie 1935 la Observatorul de Astrofizică din Crimeea de Pelagheia Șain. El prezintă o orbită caracterizată de o semiaxă mare de 2,24 ua, o excentricitate de 0,19 și o înclinație de 5,1° în raport cu ecliptica.